# ماريكو تاماكي
ماريكو تاماكي (بالإنجليزية: Mariko Tamaki)‏ (22 ديسمبر 1975، تورونتو في كندا)؛ كاتِبة مُتخصِّصة في أدب الأطفال وروائية كندية. درست في جامعة مكغيل.